# ブラジリアン・ロマンス
『ブラジリアン・ロマンス』（Brazilian Romance）は、アメリカ合衆国のジャズ・ボーカリスト、サラ・ヴォーンが1987年に録音・発表したスタジオ・アルバム。

## 背景
ヴォーンが生前最後に発表したスタジオ・アルバムに当たり、セルジオ・メンデスがプロデューサーに起用された。ただし、ヴォーンは1989年にも、クインシー・ジョーンズのリーダー・アルバム『バック・オン・ザ・ブロック』の録音に参加している。
ヴォーンは以前にも、『アイ・ラヴ・ブラジル!』（1977年録音）、『コパカバーナ』（1979年録音）といったブラジル音楽のアルバムを発表しており、本作には『アイ・ラヴ・ブラジル!』でも共演したミルトン・ナシメントが参加した。

## 反響・評価
アメリカでは『ビルボード』のジャズ・アルバム・チャートで4位に達した。第30回グラミー賞では最優秀女性ジャズ・ボーカル・パフォーマンス賞にノミネートされた。

## 収録曲
1. メイク・ジス・シティ・アワーズ・トゥナイト - "Make This City Ours Tonight" (Milton Nascimento, Tracy Mann) - 2:59
2. ロマンス - "Romance" (Dori Caymmi, Paulo César Pinheiro, T. Mann) - 3:33
3. ラヴ・アンド・パッション - "Love and Passion" (M. Nascimento, T. Mann) - 4:00
4. 星屑のサンバ - "So Many Stars" (Sérgio Mendes, Alan Bergman, Marilyn Bergman) - 4:10
5. フォトグラフ - "Photograph" (D. Caymmi, P. Pinheiro, T. Mann) - 2:33
6. ナッシング・ウィル・ビー・アズ・イット・ワズ - "Nothing Will Be As It Was" (M. Nascimento, Ronaldo Bastos, René Vicent) - 4:46
7. イッツ・シンプル - "It's Simple" (D. Caymmi, P. Pinheiro, T. Mann) - 3:02
8. オブセッション - "Obsession" (D. Caymmi, Gilson Peranzzetta, T. Mann) - 3:10
9. ウォンティング・モア - "Wanting More" (Fernando Leporace, T. Mann) - 3:56
10. ユア・スマイル - "Your Smile" (D. Caymmi, P. Pinheiro, I. Wolf) - 3:09

### 参加ミュージシャン
- サラ・ヴォーン - ボーカル
- ミルトン・ナシメント - ボーカル(on #3)
- ジョージ・デューク - キーボード
- ダン・ハフ（英語版）、ドリ・カイミ（英語版） - ギター
- アルフォンソ・ジョンソン - エレクトリックベース
- カルロス・ヴェガ（英語版） - ドラムス
- パウリーニョ・ダ・コスタ - パーカッション
- マルシオ・モンタローヨス（英語版） - トランペット・ソロ(on #1)、フリューゲルホルン・ソロ(on #2)
- トム・スコット - テナー・サクソフォーン・ソロ(on #1)、リリコン・ソロ(on #3)
- チャック・ドマニコ - アコースティック・ベース(on #5)
- アーニー・ワッツ - アルト・サクソフォーン・ソロ(on #6)
- ヒューバート・ロウズ - フルート・ソロ(on #8)
- サイーダ・ギャレット、グラシーニャ・レポラーセ、ケイト・マルコヴィッツ - バックグラウンド・ボーカル(on #10)
- ロナルド・フォルソン、ジョセフ・グッドマン、アーヴィング・ゲラー、マリリン・グラハム、R・ヒル、ジーン・ヒューゴ、ビル・ハイベル、コニー・クプカ、ゴードン・マロン、ウィルバート・ナッティカム、ジェイ・ローゼン、ロバート・サノフ、バリー・ソーチャー、アーサー・ザディンスキー、シャリ・ジッパート - ヴァイオリン
- マリリン・H・ベイカー、ケネス・バーワード＝ホイ、ガレス・ナッティカム、ハーシェル・ワイズ - ヴィオラ
- ラリー・コルベット、トッド・ヘメンウェイ、スージー片山、デヴィッド・スペルツ - チェロ